# Масуд, Мирза
Мирза Назир-уд-дин Масуд (англ. Mirza Nasir-ud-din Masood; 23 ноября 1908, Дели, Британская Индия — 21 сентября 1991, Дели) — индийский хоккеист на траве, полузащитник; государственный деятель. Олимпийский чемпион 1936 года.

## Биография
Мирза Масуд родился 23 апреля 1906 года в городе Дели в Британской Индии (сейчас в Индии).

### Спортивная карьера
В 1923—1927 годах учился в колледже святого Стефана в Дели, выступал за его хоккейную команду, был её капитаном. Ходил из дома до колледжа, а оттуда до стадиона пешком и без еды, потому что не имел денег.
Позже, став бакалавром, не имея возможности платить за учёбу шесть рупий в месяц, перешёл в Индуистский колледж, который предложил ему отменить плату.
В 1929 году окончил магистратуру. Три года работал клерком в офисе главного бухгалтера железных дорог. После этого стал личным секретарём наваба входившего в состав Британской Индии туземного княжества Манадавар. Наваб сделал его полковником местной армии и поручил создать хоккейную команду. Манадавар при участии Масуда пять раз подряд выигрывал Кубок Ага-Хана.
В 1935 году стал вице-капитаном сборной Индии по хоккею на траве.
В 1936 году вошёл в состав сборной Индии по хоккею на траве на летних Олимпийских играх в Берлине и завоевал золотую медаль. Играл на позиции полузащитника, провёл 1 матч, мячей не забивал.
Вернувшись в Индию, написал книги «Чемпионы мира по хоккею 1936 года» и «Как играть в хоккей», впоследствии переведённую на иностранные языки.

### Политическая и общественная карьера
В 1937—1947 годах работал секретарём совета и главным секретарём наваба туземного княжества Рампур.
В 1947 году после разделения Британской Индии на преимущественно индуистскую Индию и мусульманский Пакистан начались столкновения между индуистами и мусульманами. Масуд был назначен почётным специальным магистром и в течение месяцев помогал прибывающим из Пакистана беженцам. Отказывался от охраны, несмотря на то что в Дели убивали мусульман.
В Восточном Пенджабе старался противостоять депортации мусульман. Сопровождал Махатму Ганди, пытавшегося за счёт авторитета примирить противоборствующие стороны, в поездке в Восточный Пенджаб.
В 1948 году стал личным секретарём министра просвещения Индии Абула Калама Азада. Сопровождал его на ежегодной встрече ЮНЕСКО в Париже. Вскоре был назначен руководителем миссии ЮНЕСКО в Индонезии, став первым азиатом на подобной должности. Здесь Масуд работал в 1952—1957 годах, установил хорошие отношения с президентом Индонезии Сукарно.
Впоследствии Масуд по инициативе премьер-министра Индии Джавалхарлала Неру стал советником по физкультуре и туризму. В 1959 году был назначен генеральным консулом по Маскату, Оману, эмиратам и Бахрейну. В 1961—1964 годах работал послом Индии в Саудовской Аравии.
По возвращении в Индию был назначен секретарём Центрального совета вакфа, который управлял имуществом мусульман.
В 1968 году ушёл на пенсию, занимался публицистикой, писал статьи и книги об Индии и исламе.
Умер 21 сентября 1991 года в Дели.

## Семья
В 1936 году женился на Атии, потомке рыцаря, мусульманского деятеля Саида Ахмад-хана. Двое их сыновей и дочь жили в Вашингтоне.